# Таорско Градиште
Таорско Градиште (мкд. Таорското Градиште) је археолошки локалитет из античког и средњовековног (римског и византијског) периода, који се налази изнад села Таор, 20 km југоисточно од града Скопља у данашњој Северној Македонији. Иако изворно име римско-византијског града на локалитету Градиште-Таор није посведочено у археолошким налазима, поједини истраживачи на основу имена оближњег села Таор сматрају да је реч о Тауресијуму (лат. Tauresium, мкд. Тауресиум), родном месту познатог византијског цара Јустинијана I (483—565). На локалитету су откривени остаци водовода, некропола из касне антике, део мраморне бисте и кованице римских владара између 4. и 6. века. У близини локалне цркве пронађени су камени ступови ранохришћанске базилике. Досадашња археолошка ископавања су потврдила постојање утврђеног насеља из позноримске и рановизантијске епохе.
Насупрот поменутој претпоставци о иденификацији овог локалитета са родним местом цара Јустинијана, већина савремених истраживача сматра да је локалитет Таорско Градиште имао неко друго име, док се стварни анички Таурисион (грч. Ταυρίσιον, лат. Taurisium), заједно са тврђавом званом Бедеријана (грч. Βεδερίανα, лат. Bederiana), налазио у близини античког Наисуса (данашњи Ниш у Србији), као што сведочи хроничар Јован Антиохијски из 7. века. У том крају — свом родном завичају, цар Јустинијан је по доласку на власт подигао град који је добио име Јустинијана Прима (грч. Ιουστινιανή Πρώτη, лат. Ivstiniana Prima / Justiniana Prima — археолошки локалитет Царичин град, код Лебана у Србији), а ту је царевом одлуком из 535. године била установљена и нова Архиепископија Јустинијана Прима.